# Esther Nunes Bibas
Esther Nunes Bibas (Vigia, 5 de junho de 1888 — Belém do Pará, 27 de outubro de 1972) foi uma escritora brasileira.

## Biografia
Filha de Gratuliano da Silva Nunes e da Professora Constantina da Costa Nunes, goza de grande prestigio em sua cidade natal. Tendo como parentes ilustres:, o tio, professor Bertoldo Nunes e, o primo, o poeta Tomás Nunes.
Estudou na antiga Escola Normal do Pará, formando-se em 27 de novembro de 1908.
Durante o governo de Augusto Montenegro trabalhou no colégio Progresso Paraense. Ensinou em vários colégios do estado e também atuou como diretora.
Recebeu várias medalhas de honra ao mérito, inclusive a comemorativa do centenário da escola normal. Também recebeu o título de professora do ano da Sociedade Paraense de Educação. A Câmara Municipal de Belém, em sessão solene, lhe outorgou, em 1960, o título de honra ao mérito.
Teve seis filhos:
- Gratuliano Nunes Bibas, major reformado da exército, pesquisador e escritor;
- Hamilton Nunes Bibas;
- Solange Nunes Bibas;
- Cílio Nunes Bibas;
- Heli Nunes Bibas;
- Teresinha Bibas, escritora e poeta.

Escreveu para os jornais: A Província do Pará, Folha do Norte, O Estado do Pará e em revistas da época.

## Obras
- Escreveu livros para as cinco séries que receberam o nome de Páginas Brasileiras, impressos em São Paulo, na editora Brasil.[1]
- Rimas do Coração: poesias. Belém:[s.n.], 1958.[1]